# Andre Roberts
Andre McXavier Roberts (* 9. Januar 1988 in Columbia, South Carolina) ist ein ehemaliger US-amerikanischer American-Football-Spieler auf der Position des Wide Receivers und des Return Specialists. Neben den Carolina Panthers, für die er zuletzt spielte, stand er auch bei den Los Angeles Chargers, Houston Texans, Buffalo Bills, New York Jets, Atlanta Falcons, Detroit Lions, Washington Redskins und Arizona Cardinals unter Vertrag.

## Frühe Jahre
Roberts besuchte die Spring Valley High School in seiner Geburtsstadt, an der er in der Football- und Leichtathletikmannschaft war. In beiden Mannschaften war er erfolgreich. Nach seinem Highschoolabschluss besuchte er The Citadel, auch als The Military College in South Carolina bekannt, ein Militärcollege, für das er auch in der Football- und Leichtathletikmannschaft war. In den drei Jahren an seiner Schule stellte er mehrere Rekorde ein, unter anderem den für die meisten Passfänge in einem Spiel (14), einer Saison (95) und der Karriere (286). Außerdem stellte er auch den Rekord für die meisten Yards in einer Saison ein. Zusätzlich nahm er an zahlreichen Leichtathletikwettkämpfen teil. Er verließ das College nach dreieinhalb Jahren mit einem Abschluss in Rechnungswesen, um Football in der NFL zu spielen.

## NFL

### Arizona Cardinals
Im NFL Draft 2010 wurde Roberts an 88. Stelle in der 3. Runde von den Arizona Cardinals ausgewählt. Sein NFL-Debüt gab er am 2. Spieltag bei der 7:41-Niederlage der Cardinals gegen die Atlanta Falcons. Seinen ersten Touchdown konnte er am 9. Spieltag bei der 24:27-Niederlage gegen die Minnesota Vikings fangen. Am 16. Spieltag fing er den Ball beim 27:26-Sieg gegen die Dallas Cowboys für 110 Yards und einen Touchdown in letzter Minute zum Sieg; es war sein erstes Spiel mit über 100 gefangenen Yards. Er beendete das Jahr mit 24 Passfängen für 307 Yards und 2 Touchdowns. In den Jahren 2011 und 2012 etablierte sich Roberts als Stammspieler auf der Position des Wide Receivers. Herausstechend waren jedoch seine Leistungen beim Spiel gegen die Miami Dolphins am 4. Spieltag der Saison 2012. In dem Spiel konnte er den Ball für 118 Yards und zwei Touchdowns von Quarterback Kevin Kolb fangen, beides seine Karrierehöchstwerte. Das Spiel konnte letzten Endes mit 24:21 gewonnen werden. In den beiden Jahren kam er insgesamt in allen möglichen Spielen zum Einsatz und konnte insgesamt 7 Touchdowns erzielen. In der Saison 2013 verlor er seinen Stammplatz jedoch und kam nur noch in etwa der Hälfte der offensiven Spielzüge zum Einsatz.

### Washington Redskins
Daraufhin unterschrieb Roberts einen Vertrag über 4 Jahre und 16 Millionen US-Dollar bei den Washington Redskins. Ursprünglich sollte er dort der 2. Receiver neben Pierre Garçon werden, wurde aber nach der Verpflichtung von DeSean Jackson zum 3. Receiver degradiert. Dafür wurde er zusätzlich der neue Return Specialist der Redskins. Sein Debüt für die Redskins gab er am 7. September 2017 bei der 6:17-Niederlage gegen die Houston Texans, seinen ersten Touchdown fing er am 4. Spieltag bei der 14:45-Niederlage gegen die New York Giants von Quarterback Kirk Cousins. Er beendete die Saison mit 36 Passfängen für 453 Yards und 2 Touchdowns, zusätzlich hatte er 30 Kick Returns für 710 Yards und 28 Punt Returns für 208 Yards. In der Saison 2015 kam er zu deutlich weniger Einsatzzeiten für die Redskins und hatte nur einen Touchdown, einen Kick Return aus 99 Yards bei der 16:44-Niederlage gegen die Carolina Panthers am 11. Spieltag. Allerdings verletzte er sich am Knie und konnte ab dem 13. Spieltag nicht mehr für die Redskins spielen. Am 17. Mai 2016 wurde er von den Redskins entlassen.

### Detroit Lions
Am 13. Juni 2016 unterschrieb Roberts einen Vertrag über ein Jahr und 760.000 US-Dollar bei den Detroit Lions. Dort wurde er nur noch vereinzelt als Wide Receiver eingesetzt, hauptsächlich jedoch als Return Specialist. Sein Debüt gab er am 1. Spieltag beim 39:35-Sieg gegen die Indianapolis Colts. Am 14. Spieltag kam er beim 20:17-Sieg gegen die Chicago Bears in seinem 100. NFL-Spiel zum Einsatz. Insgesamt konnte Roberts in dem Jahr 2 Punt Return-Touchdowns und einen Touchdown aus dem Spiel heraus erzielen. Die Lions beendeten die Saison mit 9 Siegen bei 7 Niederlagen und konnten somit die Playoffs erreichen. Roberts gab sein Playoff-Debüt in der 1. Runde der Playoffs bei der 6:26-Niederlage der Lions gegen die Seattle Seahawks.

### Atlanta Falcons
Für die Saison 2017 unterschrieb Roberts einen Vertrag über ein Jahr und 1,8 Millionen US-Dollar bei den Atlanta Falcons. Dort wurde er fast ausschließlich als Return Specialist eingesetzt. Sein Debüt gab er am 1. Spieltag beim 23:17-Sieg gegen die Chicago Bears. Allerdings konnte Roberts in der gesamten Saison keinen Touchdown erzielen. Dafür erreichte er mit den Falcons erneut die Playoffs, scheiterte letztendlich an den Philadelphia Eagles in der 2. Runde.

### New York Jets
Daraufhin einigte er sich mit den New York Jets auf einen Vertrag über ein Jahr und 1 Million US-Dollar. Sein Debüt für die Jets gab er am 1. Spieltag beim 48:17-Sieg gegen sein ehemaliges Team, die Detroit Lions. Bei diesem Spiel konnte er unter anderem den Ball als Punt Returner für 137 Yards zurücktragen, seine Karrierehöchstleistung. Bei den Jets konnte Roberts insgesamt überzeugende Leistungen als Return Specialist abliefern, neben seinem Bestwert an Yards nach Punt Returns erreichte er am 16. Spieltag bei der 38:44-Niederlage gegen die Green Bay Packers mit 203 Kick Return-Yards auch in dieser Kategorie seinen Karrierehöchstwert. Auch in der Saison insgesamt erreichte er Karriere-Höchstwerte, so erreichte er 40 Kick Returns für 1174 Yards und einen Touchdown und 23 Punt Returns für 324 Yards und einen Touchdown. Dazu kommt ein Touchdown aus dem Spiel. Für diese Leistung wurde er sowohl in den Pro Bowl 2018 als auch ins First-Team All-Pro gewählt.

### Buffalo Bills
Am 13. März 2019 unterschrieb er einen Vertrag über 2 Jahre und 4,6 Millionen Dollar bei den Buffalo Bills. Sein Debüt für die Bills gab er am 3. Spieltag beim 21:17-Sieg gegen die Cincinnati Bengals. In der Saison wurde er erneut in den Pro Bowl gewählt, obwohl er in diesem Jahr nur 25 Kick Returns für 664 Yards und 28 Punt Returns für 223 Yards hatte und ohne Touchdown blieb. Am 5. September 2020 wurde er von den Bills entlassen, tags darauf unterschrieb er allerdings direkt einen neuen Vertrag bei seinem alten Team. Er blieb zwar in der Saison 2020 erneut ohne Touchdown, wurde aber dennoch zum dritten Mal in Folge in den Pro Bowl sowie ins Second-Team All-Pro gewählt. Ebenfalls konnte Roberts sich in dieser Saison zum vierten Mal in seiner Karriere mit seinem Team für die Playoffs qualifizieren, nach zwei Siegen in den ersten beiden Runden erreichte er jedoch erstmals das AFC Championship Game, dass jedoch mit 24:38 gegen die Kansas City Chiefs verloren wurde.

### Houston Texans
Im März 2021 nahmen die Houston Texans Roberts für zwei Jahre unter Vertrag. Sein Debüt für die Texans gab er am 1. Spieltag der Saison 2021 beim 37:21-Sieg gegen die Jacksonville Jaguars, bei dem er 2 Kicks für 47 Yards sowie drei Punts für 17 Yards returnen konnte. Allerdings entließen sie ihn bereits nach sechs Partien wieder, nachdem er mit unterdurchschnittlichen Leistungen als Return Specialist nicht hatte überzeugen können.

### Los Angeles Chargers
Daraufhin schloss sich Roberts am 21. Oktober 2021 den Los Angeles Chargers an. Für sie gab er am 8. Spieltag bei der 24:27-Niederlage gegen die New England Patriots sein Debüt, bei dem er drei Kicks für 71 Yards sowie einen Punt für sieben Yards returnen konnte. Auch in der restlichen Saison war er fester Bestandteil der Special Teams der Chargers als Return Specialist. Nachdem er das Spiel am 16. Spieltag gegen die Houston Texans mit einer COVID-19-Erkrankung verpasste, konnte Roberts am 17. Spieltag beim 34:13-Sieg gegen die Denver Broncos zwei Kicks für insgesamt 143 Yards zurücktragen. Darunter war ein Kickoff-Return im vierten Quarter, den er über 101 Yards zu einem Touchdown zurücktragen konnte. Es war sein erster Touchdown in der NFL seit dem 16. Spieltag der Saison 2018, damals noch für die New York Jets. Nach der Saison wurde er aufgrund seiner guten Leistungen wie bereits im Vorjahr ins Second-Team All-Pro der AP gewählt.

### Carolina Panthers
Im Mai 2022 nahmen die Carolina Panthers Roberts unter Vertrag. Dort gab er direkt am 1. Spieltag der Saison 2022 bei der 24:26-Niederlage gegen die Cleveland Browns sein Debüt für die Panthers, bei dem er zwei Kicks und einen Punt returnen konnte. Allerdings zog er sich bei der Begegnung eine Knieverletzung zu, wegen der er den Großteil der Saison verletzungsbedingt verpasste. Erst am vorletzten Spieltag bei der 24:30-Niederlage gegen die Tampa Bay Buccaneers konnte Roberts sein Comeback geben, auch am letzten Spieltag beim 10:7-Sieg gegen die New Orleans Saints kam er zum Einsatz.

## Karrierestatistiken
| Legende | Legende            |
| ------- | ------------------ |
| Fett    | Karrierehöchstwert |

### Regular Season
| Saison                             | Team             | Spiele | Spiele  | Gefangen  | Gefangen | Gefangen | Gefangen | Gefangen | Gelaufen | Gelaufen | Gelaufen | Gelaufen | Gelaufen | Fumbles | Fumbles   | Kick Returns | Kick Returns | Kick Returns | Punt Returns | Punt Returns | Punt Returns | TD ges |
| Saison                             | Team             | Spiele | Starter | Passfänge | Yards    | Avg      | Lang     | TD       | Versuche | Yards    | Avg      | Lang     | TD       | Fumbles | verlorene | Anzahl       | Yards        | TD           | Anzahl       | Yards        | TD           | TD ges |
| ---------------------------------- | ---------------- | ------ | ------- | --------- | -------- | -------- | -------- | -------- | -------- | -------- | -------- | -------- | -------- | ------- | --------- | ------------ | ------------ | ------------ | ------------ | ------------ | ------------ | ------ |
| 2010                               | Cardinals        | 15     | 2       | 24        | 307      | 12,8     | 74       | 2        | 0        | 0        | 0,0      | 0        | 0        | 2       | 1         | 14           | 326          | 0            | 35           | 263          | 0            | 2      |
| 2011                               | Cardinals        | 16     | 16      | 51        | 586      | 11,5     | 45       | 2        | 3        | 27       | 9,0      | 12       | 0        | 1       | 0         | 2            | 33           | 0            | 2            | −3           | 0            | 2      |
| 2012                               | Cardinals        | 15     | 15      | 64        | 759      | 11,9     | 46       | 5        | 4        | 29       | 7,3      | 15       | 0        | 1       | 0         | 0            | 0            | 0            | 3            | 15           | 0            | 5      |
| 2013                               | Cardinals        | 16     | 2       | 43        | 471      | 11,0     | 34       | 2        | 0        | 0        | 0,0      | 0        | 0        | 0       | 0         | 0            | 0            | 0            | 0            | 0            | 0            | 0      |
| 2014                               | Redskins         | 16     | 4       | 36        | 453      | 12,6     | 61       | 2        | 2        | 21       | 10,5     | 19       | 0        | 4       | 2         | 30           | 710          | 0            | 28           | 208          | 0            | 2      |
| 2015                               | Redskins         | 9      | 0       | 11        | 135      | 12,3     | 38       | 0        | 0        | 0        | 0,0      | 0        | 0        | 0       | 0         | 7            | 231          | 1            | 0            | 0            | 0            | 1      |
| 2016                               | Lions            | 16     | 1       | 14        | 188      | 13,4     | 44       | 1        | 0        | 0        | 0,0      | 0        | 0        | 2       | 1         | 33           | 747          | 0            | 20           | 246          | 2            | 3      |
| 2017                               | Falcons          | 16     | 0       | 1         | 12       | 12,0     | 12       | 0        | 0        | 0        | 0,0      | 0        | 0        | 4       | 1         | 38           | 860          | 0            | 27           | 201          | 0            | 0      |
| 2018                               | Jets             | 16     | 1       | 10        | 79       | 7,9      | 20       | 1        | 2        | 20       | 10,0     | 18       | 0        | 3       | 1         | 40           | 1.174        | 1            | 23           | 324          | 1            | 3      |
| 2019                               | Bills            | 13     | 0       | 3         | 20       | 6,7      | 7        | 0        | 1        | 7        | 7,0      | 7        | 0        | 1       | 0         | 25           | 664          | 0            | 28           | 223          | 0            | 0      |
| 2020                               | Bills            | 15     | 0       | 4         | 34       | 8,5      | 16       | 0        | 1        | −3       | −3,0     | −3       | 0        | 3       | 2         | 32           | 961          | 0            | 29           | 286          | 0            | 0      |
| 2021                               | Texans           | 6      | 0       | 1         | 35       | 35,0     | 35       | 0        | 0        | 0        | 0,0      | 0        | 0        | 2       | 1         | 18           | 386          | 0            | 8            | 33           | 0            | 0      |
| 2021                               | Chargers         | 10     | 0       | 0         | 0        | 0,0      | 0        | 0        | 3        | 19       | 6,3      | 9        | 0        | 1       | 1         | 19           | 624          | 1            | 12           | 66           | 0            | 1      |
| 2022                               | Panthers         | 3      | 0       | 0         | 0        | 0,0      | 0        | 0        | 0        | 0        | 0,0      | 0        | 0        | 1       | 0         | 2            | 35           | 0            | 4            | 18           | 0            | 0      |
| Gesamte Karriere                   | Gesamte Karriere | 182    | 41      | 262       | 3.079    | 11,8     | 74       | 15       | 16       | 120      | 7,5      | 19       | 0        | 25      | 10        | 260          | 6.751        | 3            | 219          | 1.880        | 3            | 21     |
| Quelle: pro-football-reference.com |                  |        |         |           |          |          |          |          |          |          |          |          |          |         |           |              |              |              |              |              |              |        |

### Postseason
| Saison                             | Team             | Spiele | Spiele  | Gefangen  | Gefangen | Gefangen | Gefangen | Gefangen | Gelaufen | Gelaufen | Gelaufen | Gelaufen | Gelaufen | Fumbles | Fumbles   | Kick Returns | Kick Returns | Kick Returns | Punt Returns | Punt Returns | Punt Returns | TD ges |
| Saison                             | Team             | Spiele | Starter | Passfänge | Yards    | Avg      | Lang     | TD       | Versuche | Yards    | Avg      | Lang     | TD       | Fumbles | verlorene | Anzahl       | Yards        | TD           | Anzahl       | Yards        | TD           | TD ges |
| ---------------------------------- | ---------------- | ------ | ------- | --------- | -------- | -------- | -------- | -------- | -------- | -------- | -------- | -------- | -------- | ------- | --------- | ------------ | ------------ | ------------ | ------------ | ------------ | ------------ | ------ |
| 2016                               | Lions            | 1      | 0       | 0         | 0        | 0,0      | 0        | 0        | 0        | 0        | 0,0      | 0        | 0        | 1       | 0         | 4            | 76           | 0            | 1            | 0            | 0            | 0      |
| 2017                               | Falcons          | 2      | 0       | 0         | 0        | 0,0      | 0        | 0        | 0        | 0        | 0,0      | 0        | 0        | 0       | 0         | 5            | 63           | 0            | 1            | 4            | 0            | 0      |
| 2019                               | Bills            | 1      | 0       | 0         | 0        | 0,0      | 0        | 0        | 0        | 0        | 0,0      | 0        | 0        | 0       | 0         | 0            | 0            | 0            | 1            | 8            | 0            | 0      |
| 2020                               | Bills            | 3      | 0       | 0         | 0        | 0,0      | 0        | 0        | 0        | 0        | 0,0      | 0        | 0        | 0       | 0         | 5            | 95           | 0            | 2            | 8            | 0            | 0      |
| Gesamte Karriere                   | Gesamte Karriere | 7      | 0       | 0         | 0        | 0,0      | 0        | 0        | 0        | 0        | 0,0      | 0        | 0        | 1       | 0         | 14           | 234          | 0            | 5            | 20           | 0            | 0      |
| Quelle: pro-football-reference.com |                  |        |         |           |          |          |          |          |          |          |          |          |          |         |           |              |              |              |              |              |              |        |